# 安田純平
安田 純平（やすだ じゅんぺい、1974年3月16日 - ）は、日本のフリージャーナリスト。

## 人物
埼玉県入間市出身。お寺の過去帳で16代前まで先祖をさかのぼれる。埼玉県立川越高等学校を経て、一橋大学社会学部に合格、卒業。
1997年信濃毎日新聞入社、松本本社配属。脳死肝移植問題などを担当した。2002年3月、休暇をとりアフガニスタン取材。同年4月、文化部に異動、12月に休暇をとりイラク取材。2003年1月に信濃毎日新聞社を退社し、フリージャーナリストに転身する。

### フリージャーナリストへ転身
2003年2月からイラクに滞在しナジャフ県、バグダード、サマーワなどを取材。イラク戦争中に当時のイラク政府が行った人間の盾作戦に他のジャーナリスト等と共に自ら参加した。フセイン政権崩壊までの間、イラク軍やイラク警察に数度拘束される。
2004年4月14日、先に拘束されていた日本人3人の人質（イラク日本人人質事件）の消息を掴むためファルージャに向かう途中、武装勢力に渡辺修孝とともに拘束されたが、4月17日に解放された。拘束したのは武装農民で、昼間は農民として働き、夜はムジャヒディンとして活動していた。4か所を転々としたが、縛られることはなく、部屋の中を歩いたり、屋外のトイレを使うことも出来た。日本への帰国費用は、自分が持っていたヨルダンから日本への航空チケットを利用し、イラクからヨルダンまでの航空運賃やヨルダンでのホテル代などもすべて自分で支払うと申し出て日本大使館員も同意し、日本国政府による立て替えで後に請求するというかたちで了解しており、帰国後に外務省が2人分の計約五百ドルを請求した。解放後に外国人特派員協会で会見を行った。
2005年1月、スマトラ島沖地震で被災したアチェ州を取材。同年、ヨルダン、シリア、イラクを取材。内戦状態で取材が困難となったイラクに入国して取材するため、2007年、基地建設現場や民間軍事会社事務所などイラク軍関連施設で料理人として働きながら取材をし、『ルポ 戦場出稼ぎ労働者』を記す。2012年にはシリア内戦を取材。2009年にヒーリングシンガーのMyuと結婚。少林寺拳法二段。

### シリアでの拘束
2015年6月、シリア人ブローカーと共にトルコ南部からシリア北西部のイドリブ県に密入国後、21日のツイートを最後に行方不明となる。アル＝ヌスラ戦線により拘束されたともされるが、犯人は明確ではない。2015年7月10日、外務大臣会見にてシリアで拘束の疑いのある事案としてフジテレビ、テレビ東京の記者より質問があった。当時外務大臣の岸田文雄は「少なくとも今現在邦人が拘束されたという情報には接してはおりません」と回答している。
2015年12月22日、国境なき記者団が「シリアの武装勢力に拘束されており、早期解決を望んでいる」という内容の声明を出した。しかし28日、国境なき記者団は「確認が不十分だった」として、声明を撤回している。
2016年3月16日、拘束されているようにも見える安田と見られる男性の映像が発見された。拘束していると主張している団体はISILと対立している武装勢力と見られている。
2016年5月29日、「助けてください これが最後のチャンスです 安田純平」と書かれた紙を持った安田と見られる新たな画像が公開された。
2016年6月29日、安田の解放交渉の仲介役を名乗ってきたシリア人男性が、交渉から撤退することを表明した。
2017年1月27日発売の婦人公論にて、妻である歌手の深結（みゆう）の独占インタビュー、「夫・安田純平が無事、帰国するまで絶対に涙は流しません」が掲載された。
2017年4月16日、「危険地報道を考えるジャーナリストの会」が都内で集会を開き、政府に救出活動を行うよう訴えた
。
2017年5月、山本美香記念国際ジャーナリスト賞特別賞受賞。
2018年5月、危険地報道を考えるジャーナリストの会が政府に対し、安田の救出に尽力するように訴えた。同会は身代金を払わない方針を取る日本政府に対し、身代金を払って解放されたスペインの例やアメリカが家族による身代金の支払いを許可するよう方針転換した例を挙げ、日本に行動を求めた。また、安田とその報道内容の重要性を合わせて訴えた。前述の山本美香記念国際ジャーナリスト賞特別賞に安田を推薦したのは同会のメンバーである。
2018年7月6日、日本ニュースネットワークが独自に入手した映像について報道。映像中では撮影された日付については「2017年の10月17日だ」と安田本人によって語られている。また安田を拘束している組織は「アルカイダから離脱した武装勢力『シリア解放機構』である」と同局は報じている。
2018年7月中旬、新たな映像がインターネット上で公開された。映像は約20秒。安田本人と見られる男性は「私の名前はウマルです。韓国人です。今日の日付は2018年7月25日、とてもひどい環境にいます。今すぐ助けてください」と日本語で訴えている。映像はインターネットのVimeoのサーバ上に公開されていたが、真偽は不明。後に2018年10月に解放された際、安田はインタビューにて、「ウマル」については「イスラム教に改宗しなければならず、そこで自分で『ウマル』というのを選んでいた」と語り、「韓国人」と名乗った理由については、日本側に通報される等を防ぐために武装集団から「実名を言うとか、日本人とか言うのは禁止されていた」と日本語で回答している。いずれも武装集団側の強制・指示によるものと説明している。
2018年7月下旬、また新たに、男らに銃を突き付けられた安田と思われる人物の映像が公開された。
2018年10月23日、内閣官房長官の菅義偉が緊急記者会見を開き、安田らしき人物の身柄が解放され、トルコ政府に保護されたという情報がカタール政府から入ったことを明らかにした。24日、外務大臣の河野太郎は、日本大使館の職員が解放された人物と面会し、安田本人と確認したことを発表した。本人と確認された安田は、25日朝に保護先のトルコ・イスタンブールを発ち、同日夜に成田国際空港に到着、帰国の途についた。
2018年11月16日、警視庁公安部は安田の体調が回復した段階で聴取を実施し、刑法の国外犯規定に基づく逮捕監禁や略取誘拐容疑などでの捜査の可否を検討する方針を固めた。
安田はシリアでの拘束中に旅券を奪われていたため、2019年1月に再発行を申請。これに対し、外務省は同年7月10日付で、解放時にトルコから5年間の入国禁止措置を受けたことなどを理由に「入国が認められないため発給制限の対象となる」と通知した。これを受け安田は、発給を拒否されたのは「外国への移動の自由を保障する憲法に違反する」として、国に発給拒否処分の取り消しと発給を求めて2020年1月9日付で東京地裁に提訴した。申請時には渡航先として欧州やインド、北米を挙げており、トルコは含まれていなかったという。
2024年1月25日、東京地裁（品田幸男裁判長）は、発給拒否は「裁量権の逸脱または乱用にあたる」とし、処分を取り消した。 品田裁判長は「海外渡航の自由への制約は、合理的でやむを得ない限度しか許されない」と指摘。安田に入国禁止措置を課していたトルコと近隣国だけでなく、それ以外の国への渡航まで制限したことは違法だと判断した。2月7日、国側は判決を不服として控訴した。

## ジャーナリストとして
2004年11月、新潟で講演した安田は、「どういう事情であれ、邦人保護は政府の責務だ」とした一方で、フリーのジャーナリストというものは、紛争地域であっても事態の真相を見極めるためにリスクを負って取材に行くものだとし、「常に『死』という自己責任を負う覚悟はできている」と話した。また、「冬山の遭難者やキノコ採りのお年寄りも、自己責任ということか。政府に従わない奴はどうなってもいいという風潮が、国民の側から起こり始めている」として、政府を無条件に信用する国民が増えてしまい「民主主義の危機」を痛切に感じていると話した。
2014年8月21日には、現場に行かずにネットで調べた情報で中東情勢を述べたアラブ人の女性に対し「自分が見ているネット情報がまちがっているとは露とも思わないんだな。まあ典型的なアラブ人らしくてそういう意味で参考になる。」とコメントしている。
2015年2月8日には、外務省に旅券を返納させられた男性に対し、外務省から度重なる退避勧告を受けた他のジャーナリストの経験則を元に「俺は出発前も滞在中もどこへ行くか、どこにいるかは帰国するか安全な場所まで出るまで公開しない。ネットで流れたら変な連中に知られて邪魔されたり危険なことになったりしかねないから。信頼できる人限定で取材過程を知らせるのは逆に安全対策になるけど、クローズドでやらんと。」とコメントしている。自身が外務省や警察から退避勧告を受けたことは否定している。また、政府が取材活動が出来ない場所を自由に決めてしまうのは極めて問題だとし、政府による取材制限を非難した。
2015年4月3日には「戦場に勝手に行ったのだから自己責任、と言うからにはパスポート没収とか家族や職場に嫌がらせしたりとかで行かせないようにする日本政府を『自己責任なのだから口や手を出すな』と徹底批判しないといかん。」としている。これについて『「自己責任だから勝手にさせろ」と私が言っていたことになっていた件ですが、「自己責任だ」は私が言われてきたのです』としている。
2015年6月19日には「シリアのコバニには欧米からもアジアからも記者が入っていて、フェミニストの若い女性やら学生メディアやってる大学生やらまで集まっている。経験ある記者がコバニ行っただけで警察が家にまで電話かけ、ガジアンテプからまで即刻退避しろと言ってくる日本は世界でもまれにみるチキン国家。」と日本政府を批判している。
2015年6月20日には「トルコでも爆破事件があったし、コバニなんてあのあたりではかなり安全といえるんでないか。いまだに危ない危ない言って取材妨害しようなんて恥曝しもいいところだが、 現場取材を排除しつつ国民をビビらせたうえで行使するのが集団的自衛権だろうからな。」としている。
2015年6月20日には「現場を否定するということは個々の人間の存在を否定するに等しいと思う。せっせと取材の邪魔をする安倍政権とかその支持者。」と批判している。 
しかし、2015年6月21日の「これまでの取材では場所は伏せつつ現場からブログやツイッターで現状を書いていたが、取材への妨害が本当に洒落にならないレベルになってきているので、今後は難しいかなと思っている。期間限定の会員制で取材経過までほぼリアルタイムで現場報告することも考えてたが、危険すぎてやっぱり無理そう。」というツイートを最後に、2018年10月に武装勢力から解放されるまでの間、消息を絶っていた。
2018年10月23日に武装勢力から解放され、トルコ南部からイスタンブールに向かう飛行機の機内でNHKの取材に応じた。解放された時の気持ちをNHKの記者に質問されて安田は「トルコ政府側に引き渡されるとすぐに日本大使館に引き渡されると。そうなると、あたかも日本政府が何か動いて解放されたかのように思う人がおそらくいるんじゃないかと。それだけは避けたかったので、ああいう形の解放のされ方というのは望まない解放のされ方だったということがありまして。」と日本政府を批判した。
帰国後の2019年2月6日、自身のTwitterで、「先日日本国内で会った某元IS人質は、一緒に写した写真をネットに出さないように言っているので出さない。」と、某元IS人質が日本国内に居たことを発表した。

## 出演

### ウェブ番組
- ビデオニュース・ドットコム（2004年5月7日）
- デモクラシータイムス（YouTube、2019年10月22日）
- ポリタスTV（YouTube、2024年2月2日）
- NewsBAR橋下（ABEMA、2022年3月19日）
- ABEMA Prime（ABEMA、不定期）

### ラジオ
- 荻上チキ・Session-22（TBSラジオ、2018年11月15日）
- 大竹まこと ゴールデンラジオ!（文化放送、2018年12月12日）

## 著書

### 単著
- 『囚われのイラク：混迷の「戦後復興」』現代人文社、2004年。ISBN 4877982124
- 『誰が私を「人質」にしたのか―イラク戦争の現場とメディアの虚構』PHP研究所、2004年。ISBN 4569640176
- 『ルポ 戦場出稼ぎ労働者』集英社新書、2010年。ISBN 4087205363
- 『シリア拘束 安田純平の40か月』扶桑社、2018年。ISBN 4594081339

### 共著
- 『自己検証・危険地報道』（危険地報道を考えるジャーナリストの会）集英社新書、2019年。ISBN 978-4087210897
- 『戦争取材と自己責任』（藤原亮司）dZERO、2019年。ISBN 978-4907623272